# Martin Bouygues
Martin Pierre Marie Bouygues (Suresnes, 3 maggio 1952) è un imprenditore francese, miliardario e uno dei figli di Francis Bouygues. È stato presidente e amministratore delegato del gruppo Bouygues tra il 1989 e il 2021, cedendo poi la carica di amministratore delegato a Olivier Roussat ma mantenendo quella di presidente.
Si è classificato 9° nella classifica Challenges degli uomini d'affari di maggior successo del CAC 40 nel 2014. Nell'ottobre 2017 la Harvard Business Review ha posto Martin Bouygues al 6º posto nella classifica generale dei capi di maggior successo al mondo
Secondo Challenges, nel 2023 ha, insieme al fratello Olivier, il 37° patrimonio francese con oltre 2,2 miliardi di euro.

## Biografia
Nato a Suresnes (Senna), Martin Bouygues è il più giovane dei quattro figli di Francis e Monique Bouygues. Ha studiato alla Gerson, un istituto privato nel 16º arrondissement di Parigi. Nella sua classe di terza media c'era il futuro uomo d'affari Vincent Bolloré.) Ha ottenuto il baccalaureato..

## Carriera

### Gli inizi
Entra nel gruppo Bouygues nel 1974 come direttore dei lavori prima di ricoprire incarichi nella direzione commerciale dell'azienda. Nel 1978 fonda la società Maison Bouygues, specializzata nella vendita di case individuali tramite cataloghi. Nel 1982 diventa direttore di Bouygues. Nel 1984 partecipa all'acquisizione della società di distribuzione idrica SAUR. Nel 1987 è nominato vicepresidente di Bouygues. Ha partecipato anche alla costruzione del forum di Halles.
Mentre tutti aspettavano il figlio maggiore, Nicolas Bouygues, ingegnere dell'École centrale di Parigi (come il padre Francis Bouygues e il nonno Georges Bouygues), è stato Martin, meno qualificato (a livello di baccalaureato ) ma che presentava facoltà di adattamento e relazioni più facili, ad ottenere il l5 settembre 1989 la carica di amministratore delegato della società. Il fratello maggiore non è riuscito a mettersi d'accordo con il padre. A 37 anni, Martin Bouygues diventa così il più giovane amministratore delegato del CAC 40.
Il 18 febbraio 2021, ha annunciato la divisione del posto di direttore generale durante l'assemblea generale del gruppo Bouygues. Ha mantenuto la carica di presidente, ma ha ceduto quella di direttore generale a Olivier Roussat.

### Lo scontro con Vincent Bolloré
Negli anni '90, Martin Bouygues ha sviluppato le attività del gruppo attorno a tre settori: comunicazione (TF1, LCI), edilizia e telecomunicazioni, in particolare a livello internazionale. Negli anni 2000, ha rafforzato le partecipazioni del gruppo in questi settori strategici, attraverso le sue controllate Bouygues Telecom e Colas.
Prese anche difficili decisioni di gestione strategica, come, tra le altre, il rifiuto delle condizioni per la concessione della licenza UMTS nel 2001 o la fusione con Alstom, azienda specializzata nel settore dei trasporti e della produzione di energia, nel 2006.
Martin Bouygues ha avviato il lancio di Bouygues Telecom (1994), LCI (1994) e TPS (1996), ma è stato respingendo il tentativo di raid di Vincent Bolloré nel 1997 a farsi riconoscere come degno successore di suo padre. Vincent Bolloré, entrato nel capitale del gruppo Bouygues alla fine del 1997, aveva subito messo in discussione la governance, contestando nel marzo i conti 1997 del gruppo. Il conflitto è continuato ad intensificarsi fino all'acquisizione della quota di Vincent Bolloré, per un valore di 580 milioni di euro, da parte della holding Artemis di François Pinault nel dicembre 1998. Vincent Bolloré ha ricavato da questa transazione una plusvalenza di 230 milioni di euro ma l'antipatia è persistente e Martin Bouygues non sarà presente al matrimonio di sua nipote (figlia di Nicolas Bouygues) con il figlio di Vincent Bolloré.

## Vita privata
Sposato con Melissa, ex modella conosciuta negli Stati Uniti, Martin Bouygues è padre di tre figli:  Edward, William e Charlotte. Dal 21 aprile 2016, Edward Bouygues è entrato a far parte del consiglio di amministrazione del gruppo Bouygues insieme a suo cugino Cyril, figlio di Olivier Bouygues, come rappresentanti permanenti della SCDM. Edward Bouygues è diventato nel gennaio 2019 il direttore strategico di Bouygues Telecom per poi ricoprire nel 2022 l'incarico di presidente. Nel 2018 anche la figlia Charlotte è entrata nel consiglio d'amministrazione del gruppo. Charlotte ha sposato Charles Guyot, la cui sorella Géraldine è sposata con il figlio di Bernard Arnault, Alexandre Arnault.
Insieme a Bernard Arnault, Martin Bouygues è stato testimone del secondo matrimonio di Nicolas Sarkozy nonché padrino di suo figlio Louis. È stato invitato all'incontro di Fouquet il 6 maggio 2007, la sera dell'elezione di Sarkozy.
Ha fatto costruire un castello in una tenuta di caccia in Sologne.. Con suo fratello Olivier, possiede due tenute vinicole a Bordeaux, Château Montrose e Château Tronquoy-Lalande, oltre a Clos Rougeard, una rinomata tenuta nella Valle della Loira.  Dal 2018 è anche proprietario della tenuta Henri Rebourseau.
Il 28 febbraio 2015 è stata annunciata dall'Agenzia France-Presse (AFP) la morte di Martin Bouygues per poi essere smentita poco dopo.

## Controversie
È stato più volte rinviato a giudizio per casi di abuso di beni aziendali, prima di essere scagionato.